# Numa Andoire
Numa Andoire (Coursegoules, 1908. március 19. – Antibes, 1994. január 2.) francia válogatott labdarúgó.

## Sikerei, díjai
OGC Nice (edzőként)
- Francia bajnok: 1950–51, 1951–52
- Francia kupa: 1951–52